# Nature Portfolio
Nature Portfolio (раніше Nature Publishing Group (NPG)) — наукове видавництво, підрозділ міжнародної наукової видавничої компанії Springer Nature, яка видає академічні наукові журнали, журнали, онлайн-бази даних та надає послуги в галузі науки та медицини.
Головний журнал Nature Portfolio — Nature — щотижневий міждисциплінарний науковий журнал, що видається з 1869 року.
Крім головного журналу,  Nature Portfolio публікує ще десятки авторитетних рецензованих журналів, таких як:
- серія журналів Nature: Nature Medicine, Nature Neuroscience, Nature Catalysis, Nature Materials, Nature Energy, Nature Biotechnology, Nature Physics, Nature Chemistry, Nature Food, Nature Biomedical Engineering, Nature Machine Intelligence, Nature Cell Biology, Nature Plants, Nature Nanotechnology, Nature Photonics, Nature Sustainability, Nature Methods, Nature Genetics, Nature Metabolism, Nature Geosciences, Nature Chemical Biology, Nature Climate Change, Nature Mental Health та ін.;
- серія журналів npj (Nature Portfolio Journal): npj Regenerative Medicine, npj Genomic Medicine, npj Science of Learning, npj Science of Food, npj Quantum Information, npj 2D Materials and Applications, npj Digital Medicine та ін.;
- серія оглядових журналів Nature Reviews: Nature Reviews Genetics, Nature Reviews Neuroscience, Nature Reviews Bioengineering, Nature Reviews Molecular Cell Biology, Nature Reviews Materials, Nature Reviews Chemistry, Nature Reviews Drug Discovery та ін.;
- серію міждисцплінарних журналів, включно з головним Nature Communications, та серії спецілазованих, таких як Communications Biology, Communications Chemistry, Communications Medicine, Communications Physics, Communications Materials, Communications Engineering, Communications Psychology, Communications Earth & Environment та ін.;
- ряд академічних журналів, зокрема, Cell Research, European Journal of Clinical Nutrition, Experimental & Molecular Medicine, Eye, Humanities and Social Sciences Communications, Molecular Psychiatry, Neuropsychopharmacology, Scientific Data, The Pharmacogenomics Journal, Translational Psychiatry та ін.;
- а також науково-популярні журнали Scientific American, Scientific Reports.

Офіси компанії  в Лондоні, Нью-Йорку, Сан-Франциско, Вашингтоні, Бостоні Токіо, Парижі, Мюнхені,  Мельбурні, Мехіко, Сеулі та ін.
Основними акціонерами Springer Nature є Holtzbrinck Publishing Group і BC Partners. Як дослідницький видавець, Springer Nature є домом для інших надійних брендів, зокрема Springer, Nature Research, BMC і Palgrave Macmillan.

## Модель бізнесу

### Журнали з передплатою
Вартість більшості публікацій Nature Portfolio відшкодовується за рахунок передплати на журнали. Більшість, але не всі публікації доступні тільки передплатникам. Однак, авторам дозволено опублікувати прийняту до публікацію статтю на своєму особистому сайті без будь-яких обмежень після закінчення 6 місяців після публікації в журналі.

### Журнали з відкритим доступом
Також Nature Portfolio публікує або видає в форматі онлайн-журналу частину журналів з відкритим доступом, зокрема:
- серію журналів Communications, включно з головним Nature Communications, та серії спецілазованих, таких як Communications Biology, Communications Chemistry, Communications Medicine, Communications Physics, Communications Materials, Communications Engineering, Communications Psychology, Communications Earth & Environment;
- та деякі інші, зокрема, Light: Science & Applications, npj Regenerative Medicine, Scientific Reports, Translational Psychiatry.